# Béla Glattfelder
Béla Glattfelder, madžarski inženir in politik, * 4. maj 1967, Budimpešta.
Leta 2004 je bil izvoljen v Evropski parlament.